# Katharina von Waldeck-Wildungen

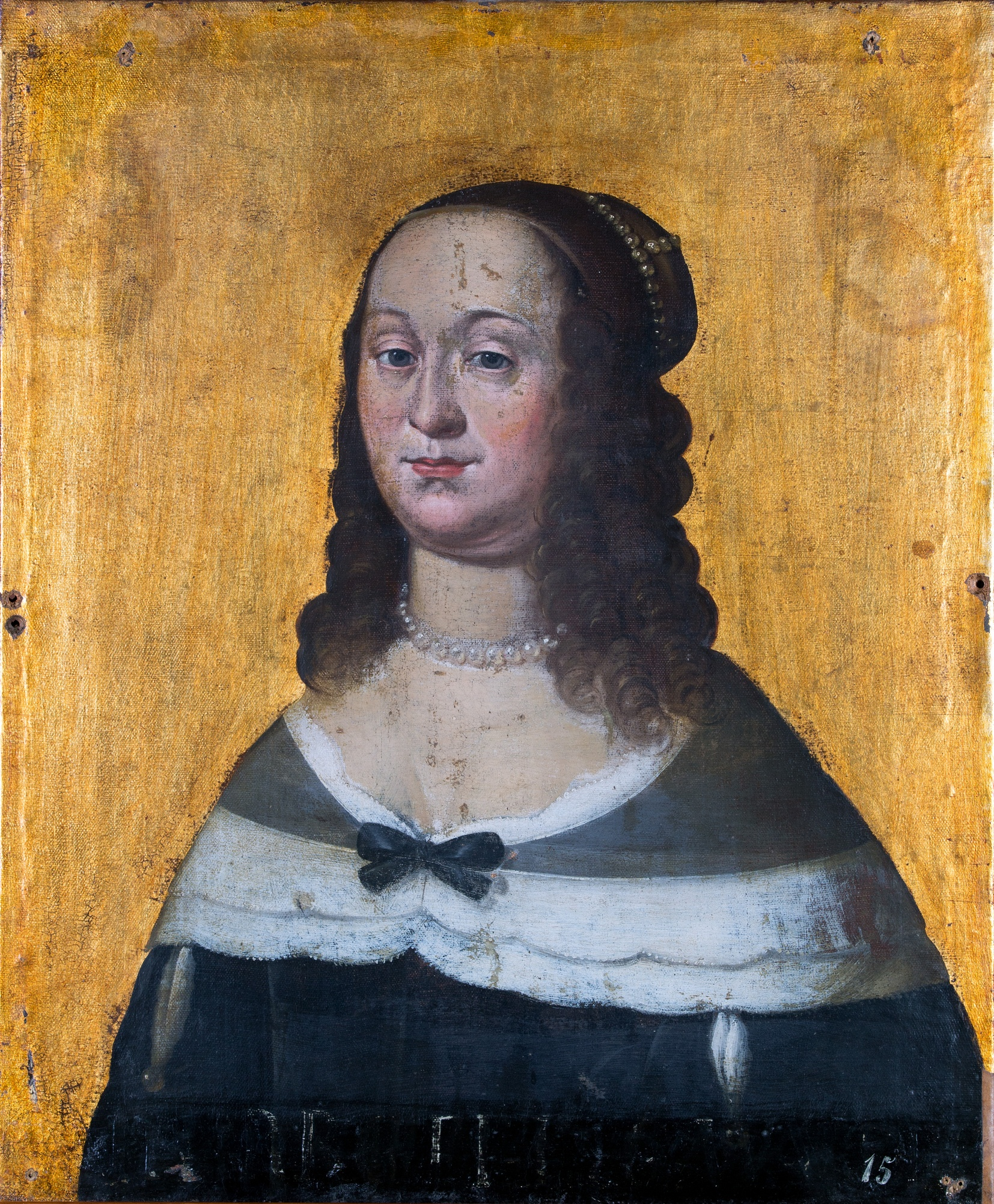
Katharina von Waldeck-Wildungen

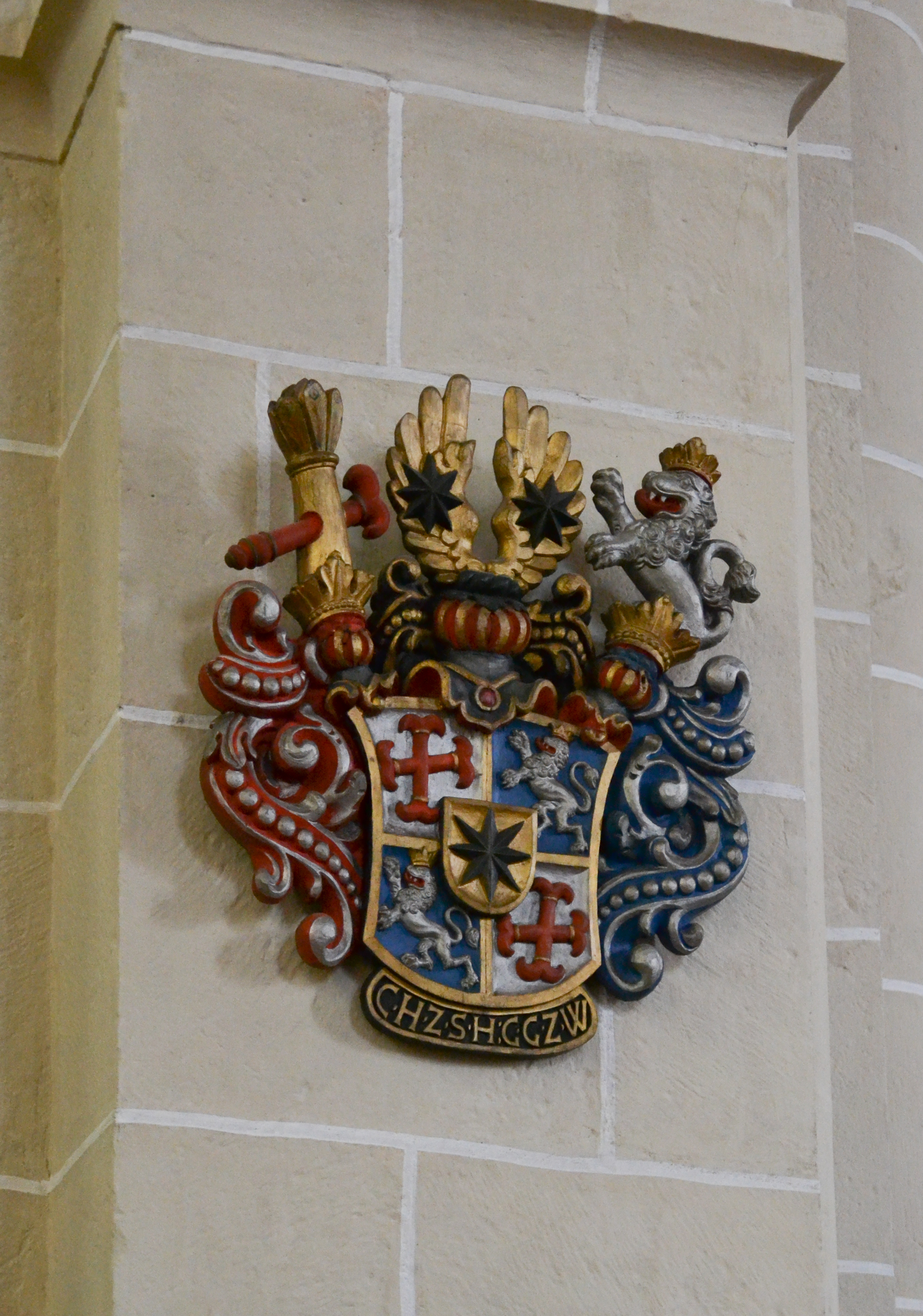
Wappen Katharinas in der Kirche St. Nicolai in Lemgo

Katharina von Waldeck-Wildungen (* 20. Oktober 1612 in Wildungen; † 24. November 1649 in Köln) war Regentin der Grafschaft Lippe als Vormundin ihres Sohnes Simon Philipp zur Lippe. Sie behauptete die Regierung über das im Dreißigjährigen Krieg neutrale Territorium mit rechtlichen, politischen und militärischen Mitteln.

## Leben
Katharina wurde als fünfte Tochter des Grafen Christian von Waldeck (1585–1637) geboren, des Begründers der Neuen Linie Waldeck-Wildungen. Ihre Mutter war Elisabeth von Nassau-Siegen (1584–1661), Tochter des Grafen Johann VII. von Nassau-Siegen (1561–1623) und der Magdalena geb. Gräfin von Waldeck-Wildungen (1558–1599) aus der älteren Wildunger Linie.
Katharinas ältere Schwester Maria Magdalena (1606–1671) heiratete 1623 als zweite Ehefrau von Graf Simon VII. (1587–1627) in das Grafenhaus Lippe ein. Nach dem Tod Simons VII. 1627 übernahm Katharinas und Maria Magdalenas Vater Christian von Waldeck die Vormundschaft für den Erben Graf Simon Ludwig zur Lippe, den 1610 geborenen ältesten Sohn Simons VII. aus erster Ehe, nachdem dessen Onkel Otto zur Lippe-Brake die Position abgelehnt hatte.
Am 19. Juni 1631 heiratete Katharina Graf Simon Ludwig, der kurz zuvor durch kaiserlichen Erlass (venia aetatis) vorzeitig für volljährig erklärt worden war.

### Vormundschaftsregierung für ältesten Sohn
Als Simon Ludwig fünf Jahre nach der Hochzeit im August 1636 im Alter von 26 Jahren starb, kam es zu Auseinandersetzungen um seine Nachfolge. Der Ehevertrag zwischen ihm und Katharina hatte die – zuletzt 1626 durch Kaiser Ferdinand II. urkundlich erneuerte – Primogenitur bestätigt, so dass Simon Philipp, der älteste, zu diesem Zeitpunkt vierjährige Sohn von Simon Ludwig und Katharina, nachfolgeberechtigt war. Simon Ludwigs jüngere Brüder, die Grafen Johann Bernhard (1613–1652), Otto Heinrich (1614–1648) und Hermann Adolf zur Lippe (1616–1666) machten demgegenüber eigene Ansprüche auf die Vormundschaft und später auch auf die Landesherrschaft geltend. Unter anderem warfen sie Christian von Waldeck vor, als Vormund Simon Ludwigs sein Mündel zur Hochzeit mit der eigenen Tochter gedrängt zu haben.
Noch im Monat nach dem Tod ihres Mannes befahl Katharina, die Schlösser und Ämter der Grafschaft für Simon Philipp in Besitz zu nehmen. Sie übernahm die Vormundschaft über ihn und bestimmte ihren Vater zum Mitvormund, da rechtlich unklar war, ob sie als Witwe automatisch als volljährig galt oder, wie damals üblich, erst mit 25 Jahren. Mehrere Prozesse gegen die Brüder ihres Mannes vor dem Reichskammergericht in Speyer bestätigten die Vormundschaftsregierung der Waldecker.
Graf Johann Bernhard und seine Brüder suchten dagegen die Unterstützung des Erzbischofs Ferdinand von Köln, der als Paderborner Bischof auch Lehnsherr von Teilen Lippe-Detmolds war. Den lippischen Ständen gegenüber versuchte Johann Bernhard die beiden Waldecker als landfremde „Eindringlinge“ darzustellen, woraufhin die Stände ihn am 18. März 1637 zum rechtmäßigen Vormund erklärten. Dadurch erlangte Johann Bernhard die faktische Kontrolle über das Detmolder Residenzschloss und die Regierung des Landes. Aus Sorge um das Wohlergehen ihrer im Schloss lebenden Kinder und aus dem Wunsch heraus, diese in ihrer eigenen lutherischen Konfession zu erziehen (die Grafschaft Lippe war reformiert), ließ Katharina am 10. August 1638 ihre beiden ältesten Söhne durch hessen-darmstädtische Truppen im Lippischen Prinzenraub aus Detmold entführen. Sie ließ die Kinder an den Hof des lutherischen Landgrafen Georg II. von Hessen-Darmstadt bringen, den sie an Stelle ihres am 31. Dezember 1637 gestorbenen Vaters zum Mitvormund machen wollte, was dieser aber erst im Februar 1640 und nur als „Ehrenvormund“ akzeptierte.
Um die Landesherrschaft ihres Sohnes gegen die Ansprüche ihres Schwagers Johann Bernhard zu verteidigen, nutzte Katharina ihre guten Beziehungen zu allen Kriegsparteien und gewann im Mai 1640 den kurbayerischen Feldmarschall Joachim Christian von der Wahl dafür, Schloss Detmold im Handstreich einzunehmen und ihrer Gewalt zu unterstellen. Danach hatte Katharina die unangefochtene Kontrolle über die Regierung, während ihre Schwäger ins Exil in die Grafschaft Schaumburg zu Philipp zur Lippe-Alverdissen flohen. Am Detmolder Schloss setzte sie einen lutherischen Hofprediger ein, darüber hinausgehende Maßnahmen zu einer Relutherisierung Lippes sind jedoch kaum nachweisbar. Nur ihre ältere Schwester Maria Magdalena versuchte im Amt Schwalenberg, das sie als ihren Witwensitz verwaltete, durch die Einsetzung lutherischer Prediger direkten Einfluss auf den Glauben der Bevölkerung zu nehmen. Eine Relutherisierung war wahrscheinlich auch Katharinas Ziel, dazu setzte sie aber vor allem langfristig auf die lutherische Erziehung ihres Sohnes Simon Philipp.

### Erneute Heirat und Aufgabe der Vormundschaft
1643 beschloss Katharina, erneut zu heiraten, wofür sie nach damaliger Rechtsauffassung ihre Vormundschaft abgeben musste. Da der Ehrenvormund Georg II. von Hessen-Darmstadt nicht zur Ausübung der Regierung in Lippe zu bewegen war, übergab sie die Vormundschaft an den Mann ihrer Schwester Dorothea, Graf Emich XIII. von Leiningen-Dagsburg, der die Herrschaft in ihrem Sinne ausübte. Nach dessen Amtseinführung heiratete Katharina am 15. November 1643 Philipp Ludwig, den späteren Herzog von Schleswig-Holstein-Sonderburg-Wiesenburg, der kaiserlicher Stadtkommandant von Lemgo war.
Als Johann Bernhard und seine Brüder im Jahr 1645 die streng reformierte hessen-kasselsche Landgräfin Amalie Elisabeth um Unterstützung baten, drohte diese mit der Besetzung Lippes durch ihre Truppen. Dagegen wehrten sich Katharina und Emich von Leiningen erfolgreich mit einem Appell an den schwedischen Gesandten Johan Axelsson Oxenstierna. Schweden war Verbündeter Hessen-Kassels im Krieg und sah sich gleichzeitig als Schutzmacht des von Katharina vertretenen lutherischen Glaubens. Auf Bitten Katharinas ermahnte Oxenstierna die Landgräfin, sich nicht in die inneren Angelegenheiten Lippes einzumischen.
Als Katharinas Ehemann ab 1645 nicht mehr fest in Lemgo und Höxter stationiert war, sondern mit der westfälischen Kreisarmee des Kaisers durchs Land zog, folgte sie ihm und bezog wechselnde Quartiere in Westfalen und im Rheinland. Die beiden jüngeren Söhne Katharinas starben 1646 im hessen-darmstädtischen Gießen an den Blattern, der älteste, Simon Philipp, wurde daraufhin zusammen mit der Landgrafenfamilie nach Darmstadt gebracht. Katharina und Emich von Leiningen wünschten seine Rückkehr nach Detmold, aber der Darmstädter Landgraf reagierte aus nicht bekannten Gründen ausweichend auf ihre Bitten und zögerte die Abreise hinaus. Als der Katharina freundschaftlich verbundene Feldmarschall Peter Melander von Holzappel, bisher Oberbefehlshaber der westfälischen Kreisarmee, nach Süden aufbrach, um das Kommando über die kaiserliche Hauptarmee zu übernehmen, nutzte Katharina die Gelegenheit und reiste mit ihm nach Hessen. Um ihren Sohn zurückzugewinnen, griff sie erneut zu einer List und bat den Landgrafen im Juli 1647 darum, vor ihrer Rückreise ihren Sohn noch einmal im Haus von Melanders Frau, Gräfin Agnes von Holzappel, in Frankfurt sehen zu dürfen. Bei diesem Treffen lenkte Katharina den Aufpasser ihres Sohnes ab, während Gräfin Holzappel Simon Philipp veranlasste, eine Kutsche zu besteigen und abzureisen. Über Köln und Hamm brachte Katharina ihren Sohn nach Münster, wo lippische Adlige ihn abholten.
Simon Philipp studierte zunächst ein Jahr an der Universität Leiden und begann dann eine Grand Tour durch Frankreich, die Schweiz und Italien. Katharina plante, ihn mit Elisabeth Charlotte von Holzappel zu verheiraten, der Erbtochter Peter Melanders, um ihrem Sohn die Aussicht auf das Erbe von Melanders Grafschaft und Vermögen zu sichern.
Im November 1649 starb sie in Köln im Kindbett, ein halbes Jahr, bevor ihr Sohn Simon Philipp in Florenz wie schon seine Brüder ebenfalls den Blattern zum Opfer fiel. Da man ihr die Beisetzung in der Blomberger Familiengruft des Hauses Lippe verweigerte, wurde sie stattdessen 1652 in der lutherischen Kirche St. Nicolai in Lemgo bestattet. Die Grafschaft Lippe kam nach Simon Philipps Tod zunächst an Johann Bernhard und nach dessen Tod 1652 an Hermann Adolf.

## Familie
Aus erster Ehe mit Simon Ludwig zur Lippe hatte Katharina drei Söhne:
- Simon Philipp zu Lippe (1632–1650), unverheiratet
- Hermann Otto (1633–1646)
- Ludwig Christian (1636–1646)

In zweiter Ehe heiratete sie 1643 in Lemgo Philipp Ludwig von Holstein und hatte mit ihm mehrere Kinder, von denen eine Tochter die Geburt überlebte:
- Kind (*/† 1645)
- Dorothea Elisabeth (1645–1725)
⚭ 1. 1661 Graf Georg Ludwig von Sinzendorf (1616–1681)
⚭ 2. 1682 Graf Ludwig von Rabutin (1642–1717)